# Marad

Marad entre las ciudades de la antigua Mesopotamia.

Marad (en sumerio: Marda), en el moderno Wannat es-Sadum o Wanna-wa-Sadum, en Irak fue un antiguo tell (ciudad en la colina) sumerio. Marad, situada en la orilla occidental de río Arahtu, un afluente del Alto Éufrates, al oeste de Nippur y aproximadamente a 50 km al sureste de Kish.

## Historia
Marad fue fundada alrededor del 2700 a. C. durante el período Protodinástico II. La ciudad fue incorporada al Imperio acadio después de su conquista por el emperador Sargón. Atestiguada por otras fuentes aparece durante el reinado del rey acadio Manishtushu (2269–2255 a. C.) y posteriormente por uno de sus hijos, Naram-Sin (2254–2218).
Marad fue más tarde el centro de una provincia de Ur III y a principios del siglo XIX a. C. ligó su fortuna a la de 
Kazallu, que parece llegó a ser el poder dominante del Norte de Mesopotamia en esa época y compartiendo el control del Sur de Mesopotamia. Se conoce por tablillas encontradas que la ciudad de Kish durante un tiempo estuvo sometida por un rey 
de Kazallu y Marad llamado Sumu-ditana. El rey Halum-pi-umu (o Halambu) de Kazallu y Marad tomó la ciudad de Dilbat, que pertenecía al reino de Babilonia, a lo que respondió su rey Sumu-la-El infligiendo una derrota al agresor. En 1862 a. C., Sumu-la-El demolió los muros de Kazallu, y al año siguiente Marad se incorporó al reino de Babilonia. Después de ser tomada por los reyes de Isin y Larsa, volvió a Babilonia a manos del rey Sin-muballit ("Sin es vivificador", I Dinastía de Babilonia y padre de Hammurabi), que fortificó sus murallas.
En el período casita, Marad se convirtió en una de las ciudades más importantes de Babilonia,principalmente por su condición de centro religioso. La principal deidad de la ciudad era el dios Lugal-Marad (o Marada, que significa, 'Rey de Marad'), otro posible aspecto de Ninurta. Cuando el trono de Babilonia estaba ocupado por el rey casita designado por los asirios Adad-shuma-iddina (1222-1217 a. C.), Marad fue devastada por el rey elamita Kidin-Hutran.

## Templos
El gran templo de Marad, en lo alto de una colina, cuyo nombre ceremonial era 'Casa, ojo del país' (en sumerio é-igi-kalamma) estaba dedicado al culto de Ninurta, dios de la tierra y las cosechas, conocido localmente bajo el epíteto de Lugal-Marada, 'Rey de Marad', deidad tutelar de la ciudad. Su fundación legendaria se atribuía al dios Sin y a Lugal-Marada. El templo tenía un zigurat.

## Arqueología

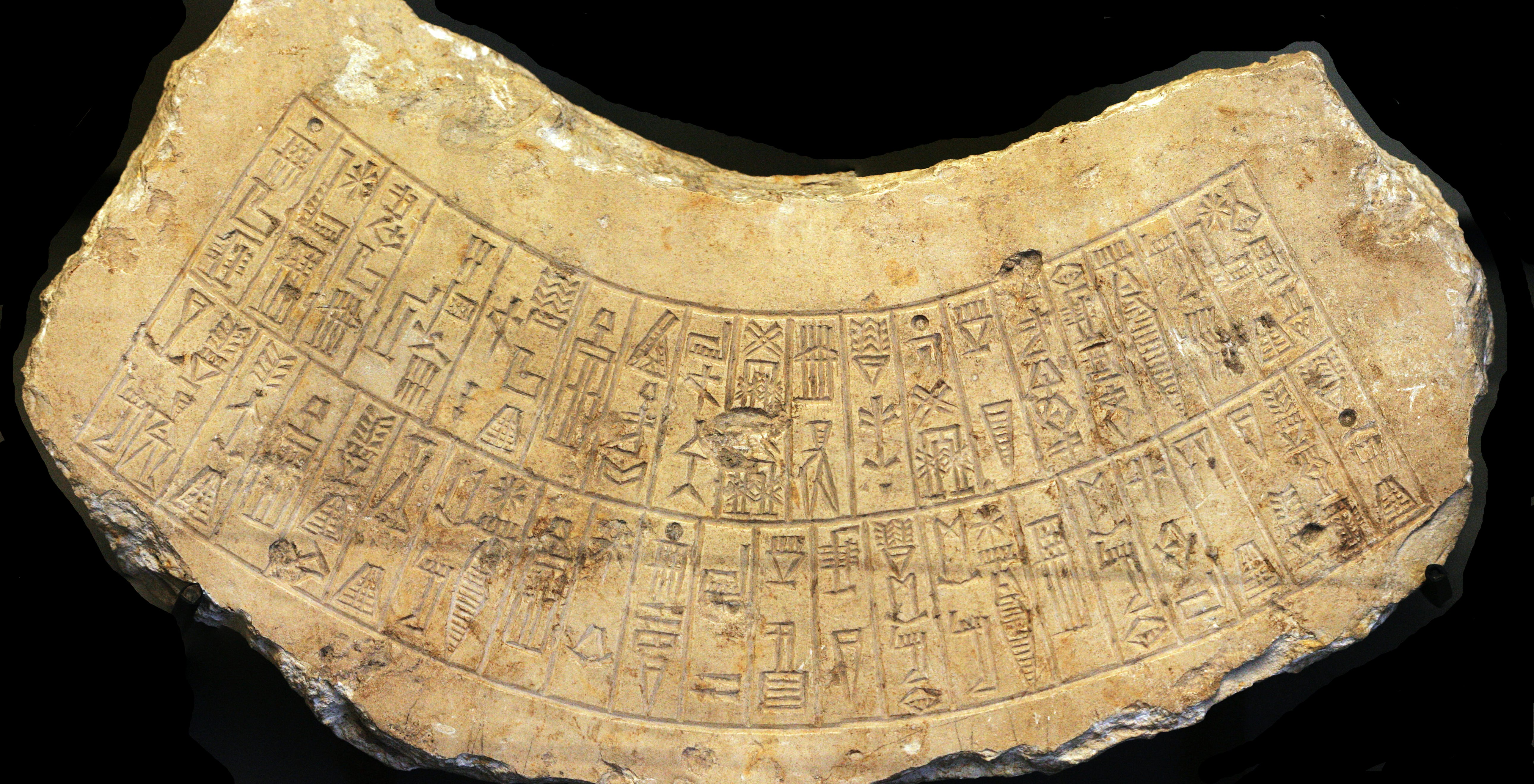
Inscripción para la construcción del templo de Naram-Sin en Marad por su nieto Lipit-Ili.

El yacimiento abarca un área de aproximadamente 120 ha. Fue excavado por un equipo de la Universidad Al Qadissiya dirigido por Na'el Hannoon en 1990 y por Abbas Al-Hussainy en 2005 y 2007.
Las últimas excavaciones de 2019 en las que han participado también las universidades de Pisa y Siena junto a al-Qādisiyyah han sacado a la luz cerámicas, un centenar de fragmentos de tablillas y más de noventa cretulae. Las tablillas, con textos cuneiformes de la época de Hammurabi, tratan sobre todo de cuestiones comerciales, judiciales y administrativas. También diversas impresiones de temas figurativos que nos acercan con mayor precisión al conocimiento de la ciudad.